# Jessica Rawson
Dama Jessica Mary Rawson, DBE , FBA (nacida el 20 de enero de 1943) es una historiadora de arte, conservadora y sinóloga inglesa. También es administradora académica, especializada en arte chino.
Después de muchos años en el Museo Británico, fue Warden (directora) de Merton College, Oxford, desde 1994 hasta su jubilación en 2010.  Desde 2006 fue Vicerrectora de la Universidad de Oxford durante cinco años.

## Biografía
La formación académica de Rawson es en sinología con un enfoque de investigación particular en la cosmología del período Han (206 a. C.-220 d. C.) y su relación con las tumbas y su decoración. Educada en St Paul's Girls' School en Hammersmith, West London, New Hall, Cambridge y la Universidad de Londres, Rawson comenzó su carrera en el servicio civil.
Entre 1976 y 1994, fue comisaria adjunta y, posteriormente, comisaria del Departamento de Antigüedades Orientales del Museo Británico. De 1994 a 2010 fue directora del Merton College de Oxford y de 2006 a 2011 vicerrectora de la Universidad de Oxford. Ha participado en varias exposiciones de gran repercusión, como Misterios de la antigua China.
Rawson contribuyó con Evelyn S. Rawski y otros eruditos al catálogo de China: Los tres emperadores de Frances Wood. La exposición se presentó en la Royal Academy of Arts en 2005-06.
De 2011 a 2016, Rawson dirigió en la Universidad de Oxford un proyecto sobre China y Asia Interior: interacciones que cambiaron a China (1000-200 a. C.) financiado por elLeverhulme Trust, con Jianjun Mei como colaborador. Este proyecto exploraba las relaciones entre la antigua China y los pueblos de las estepas euroasiáticas, particularmente al norte y noroeste. A partir de 2015, Rawson también figuraba como colaborada del proyecto RLAHA FLow of Ancient Metals through Eurasia (FLAME) financiado por el Consejo Europeo de Investigación .

## Honores
Rawson es miembro de la Academia Británica, miembro del Consejo de Académicos del Centro Kluge de la Biblioteca del Congreso y miembro del Consejo Asesor del Fondo de Arte. Fue nombrada comendadora  de la Orden del Imperio Británico (CBE) en los Honores de Cumpleaños de 1994 y en 2002 Dama Comendadora  de la Orden del Imperio Británico (DBE) por sus servicios a los estudios orientales.
En 2012, Rawson fue elegida miembro honorario extranjero de la Academia Estadounidense de las Artes y las Ciencias.
En mayo de 2017, recibió la Medalla Charles Lang Freer en reconocimiento a toda una vida dedicada al estudio del arte y la arqueología chinos. En 2022 recibió el Premio Tang en Sinología.

## Vida personal
Rawson está casada y tiene una hija.